# Parocie
Parocie (Parrotia) je rod rostlin z čeledi vilínovité (Hamamelidaceae), pojmenovaný po baltskoněmeckém přírodovědci a cestovateli Friedrichu Parrotovi (1792-1841). Rod zahrnuje 2 druhy a vyskytuje se v jihozápadní a Střední Asii a v Číně. Parocie jsou opadavé keře a stromy s jednoduchými střídavými listy a málo nápadnými květy. V Česku je občas pěstována jako okrasná dřevina parocie perská, nápadná zejména podzimním zbarvením listů.

## Popis
Parocie jsou keře a stromy dorůstající výšky 10 nebo až 30 metrů. Mladé větévky jsou hvězdovitě chlupaté, později olysávají. Palisty jsou opadavé a zanechávají na větévce drobnou jizvu. Listy jsou jednoduché, střídavé, široce obvejčité až eliptické, měkké, se zpeřenou žilnatinou, v horní části hrubě vroubkovaně zubaté, na bázi klínovité, uťaté až srdčité. Květy jsou v hlávkovitých klasech nebo hustých svazečcích. Květy jsou bezkorunné, s nepravidelným kalichem složeným z 5 až 8 na bázi srostlých lístků, podepřené listeny připomínajícími zákrov. Tyčinek je nejčastěji 10 až 15 a mají dlouhé nitky. Prašníky jsou žlutozelené nebo červené. Semeník je polospodní, srostlý ze 2 plodolistů obsahujících po 1 vajíčku. Plodem je dřevnatá přisedlá téměř kulovitá tobolka.

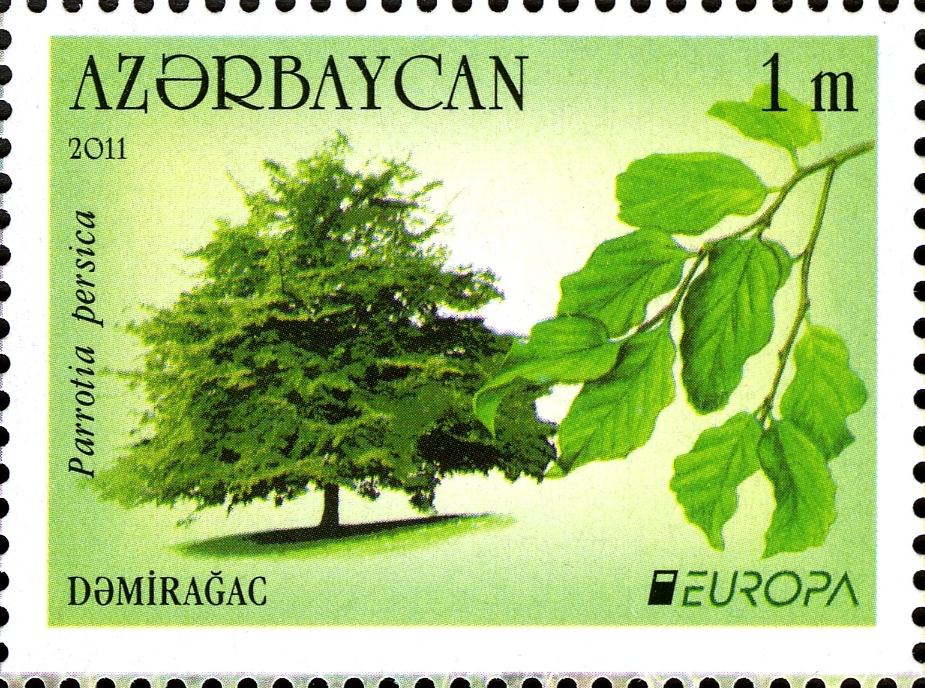
Parotie perská na ázerbájdžánské poštovní známce

## Rozšíření
Rod parocie zahrnuje v současném pojetí dva druhy. Parocie perská se vyskytuje ve vlhkých nížinných lesích v severním Íránu a Zakavkazsku (Ázerbájdžán, Uzbekistán), druh Parrotia subaequalis pochází z východočínských provincií An-chuej, Ťiang-su a Če-ťiang, kde roste jako součást horských lesů v nadmořských výškách 600 až 800 metrů.

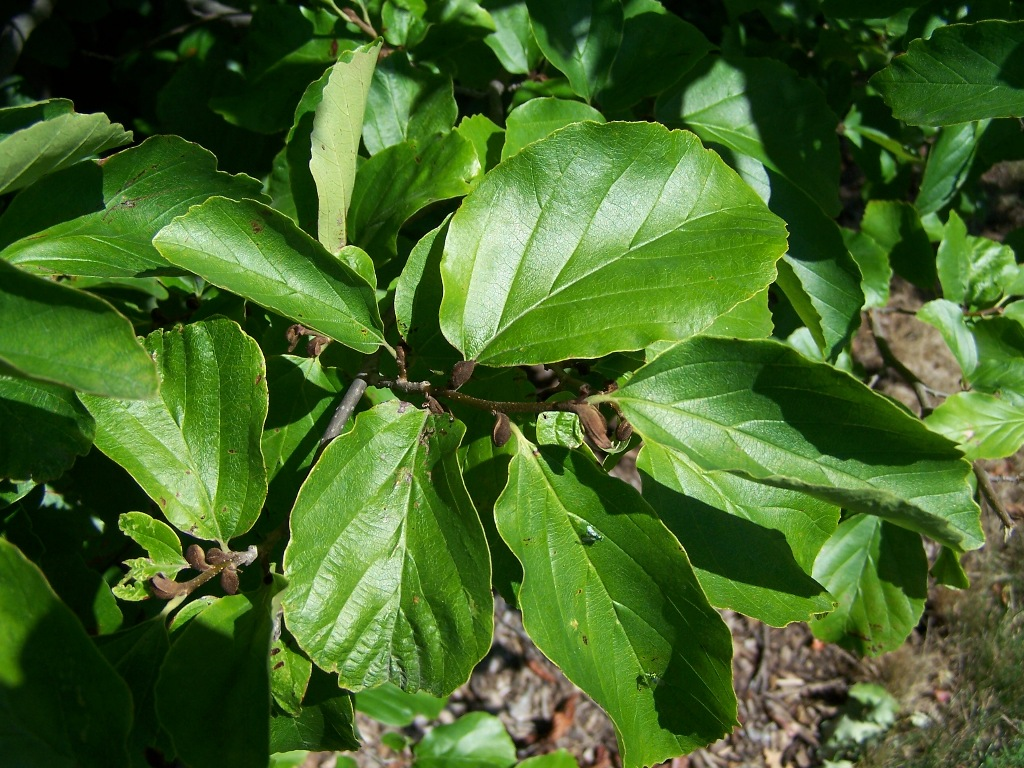
Listy parocie perské
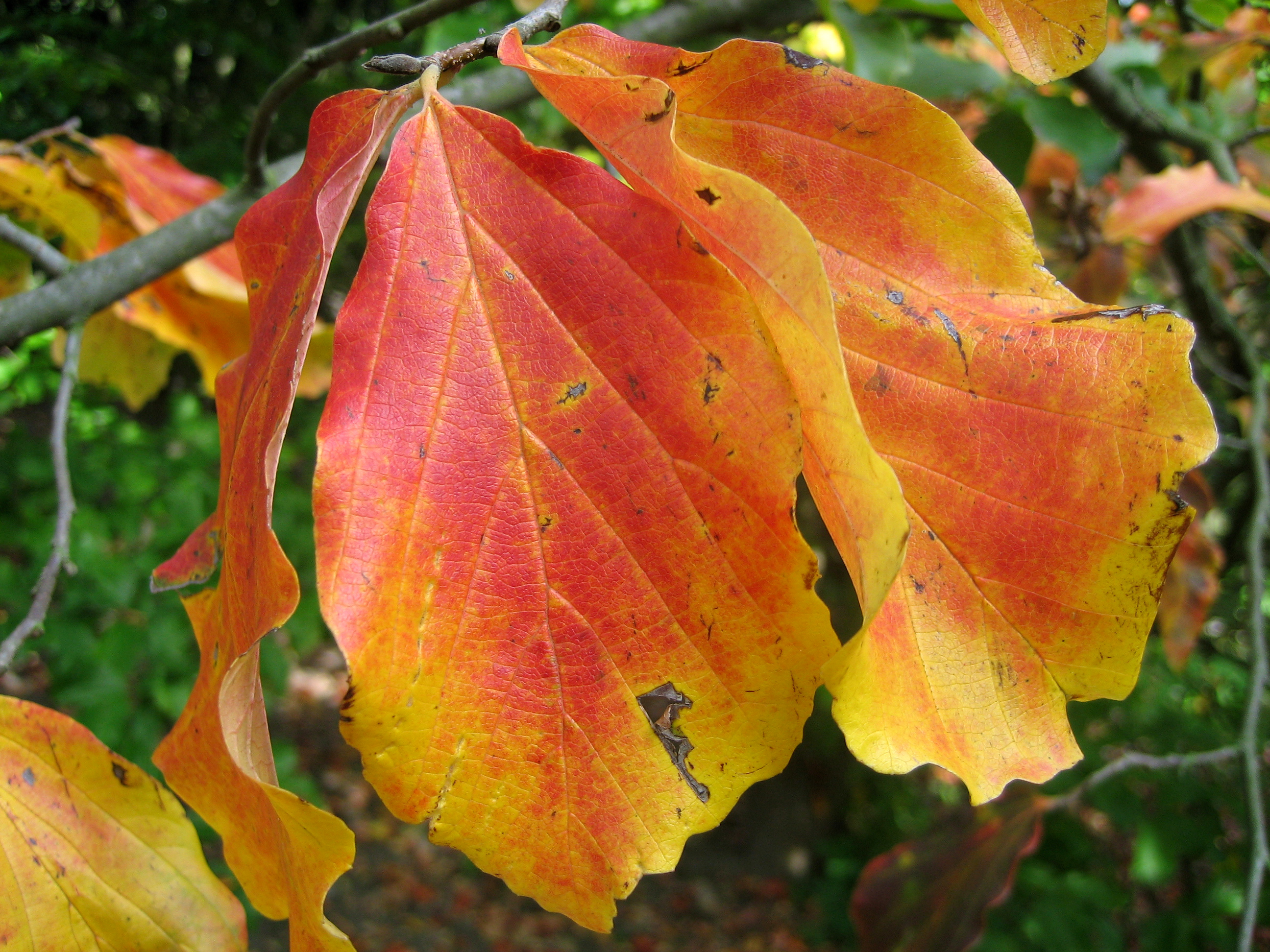
Podzimní zbarvení listů parocie perské
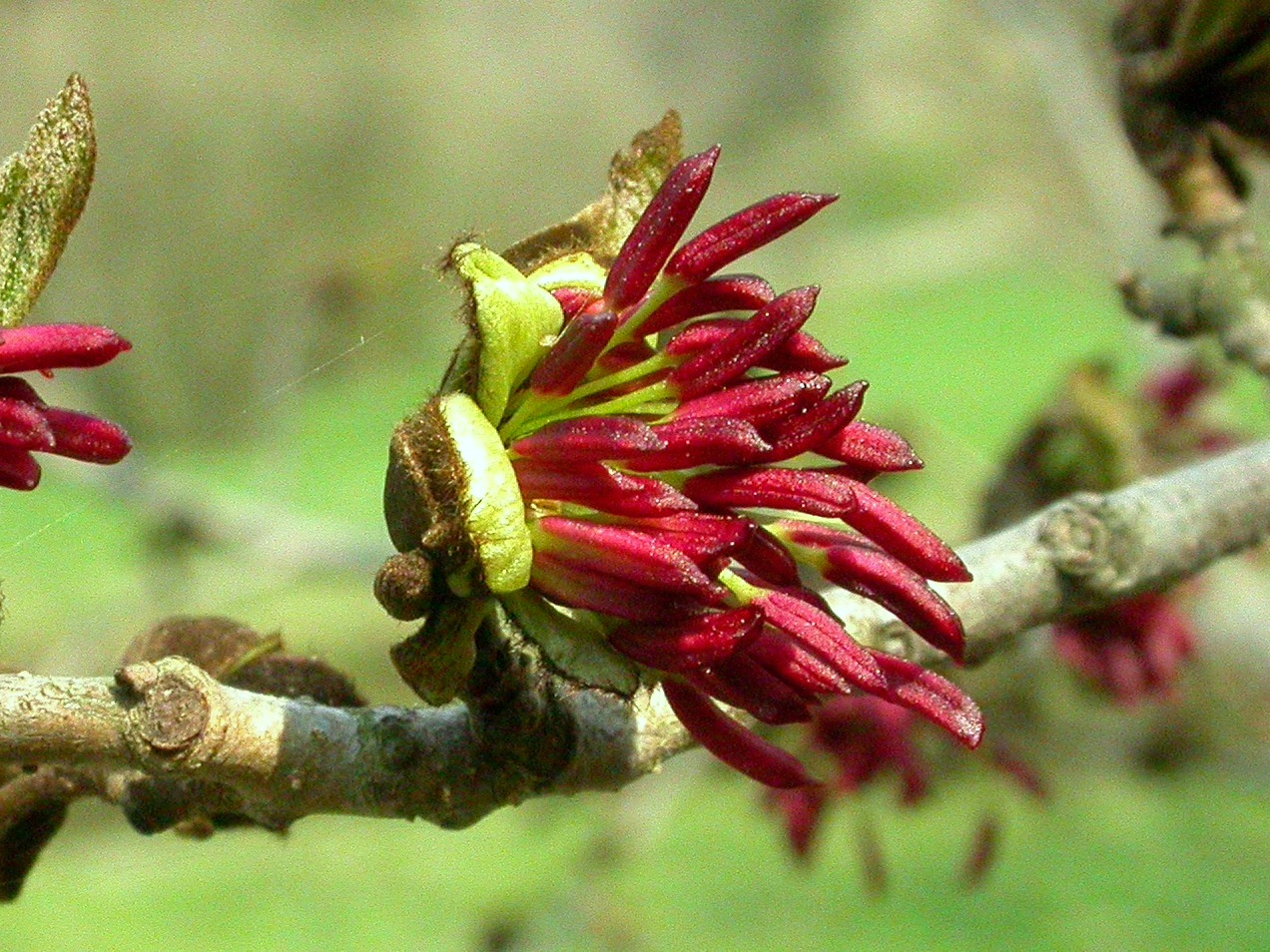
Květenství parocie perské
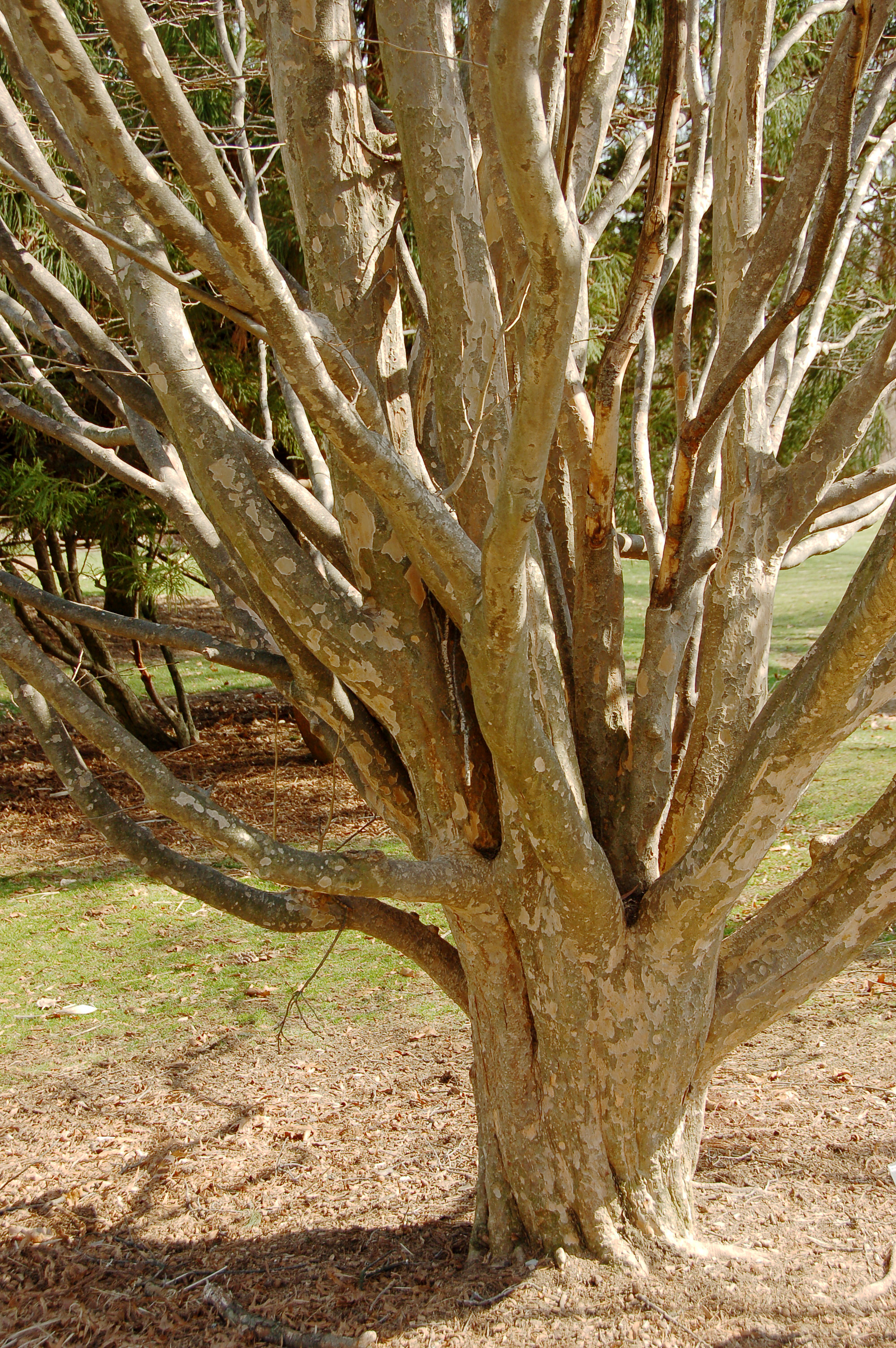
Kmen parocie perské

## Taxonomie
Druh Parrotia subaequalis byl popsán v roce 1960 pod názvem Hamamelis subaequalis H.T.Chang. Ten byl v roce 1992 přeřazen do nového rodu Shaniodendron jako druh Shaniodendron subaequale. V roce 1998 pak byl nakonec zařazen do rodu Parrotia.

## Historie
Fosilní parocie jsou známy z třetihor z období raného až pozdního miocénu. Druh †Parrotia pristina je nacházen i na území České republiky, např. v severočeské hnědouhelné pánvi.

## Zástupci
- parocie perská (Parrotia persica)
- Parrotia subaequalis

## Význam
Parocie perská je v Česku pěstována jako okrasná dřevina. Je nápadná zejména na podzim, kdy se její listy zbarvují do zlatých až ohnivě červených odstínů.